# Єрмолаєв Михайло Іванович
Михайло Іванович Єрмолаєв (нар. 4 листопада 1935, Бежиця, Західна область, РРФСР) — радянський російський футболіст і тренер, виступав на позиції захисника. Заслужений майстер спорту СРСР. У 1958 році потрапив у список 33 кращих футболістів сезону в СРСР. У 1959 році провів три матчі за олімпійську збірну СРСР.

## Кар'єра гравця

### Ранні роки
Єрмолаєв народився 4 листопада 1935 року в Бежиці, Брянська область. У дитинстві весь вільний час проводив на майданчику в районному парку, де змагалися між собою вуличні команди. Михайло був одним з організаторів таких зустрічей. У той час досить сильна команда була при клубі «Будівельник», Михайла призначили її капітаном. Потім його запросили на місце правого захисника в бежицький «Дзержинець». У складі нового клубу Єрмолаєв ставав чемпіоном області, успішно грав у першості РРФСР. На період початку служби в армії уже мав досить гарні навички. Його відразу зарахували в сильну військову команду, «Крила Рад» (Воронеж). На одному з матчів у Воронежі були присутні селекціонери ЦСКА. Єрмолаєва помітив Всеволод Бобров, і за наказом військового керівництва опинився в Москві.

### ЦСКА
Спершу Єрмолаєв закріпився в другому складі футбольної команди «армійців», але цілеспрямовано працював над поліпшенням форми. Незабаром йому довірили й позицію центрального захисника, і капітанську пов'язку — спочатку в ЦСКА, а потім і в олімпійській збірній СРСР. Під час підготовки до чергового сезону ЦСКА належало провести товариську зустріч з горьковским «Торпедо». Матч для «армійців» був неважким, команда мала явну переваги й вела в рахунку — 3:1. Але в одній з атак Єрмолаєв в стрибку за м'ячем зіткнувся з суперником. Уже в повітрі він відчув удар ліктем у праву поперекову область, за двадцять хвилин до фінального свистка його забрали з поля на ношах.
Є різні версії порятунку футболіста. В одному російському журналі повідомлялося, що захисника армійців літаком відправили в Москву. Але Олег Белаковський, тодішній лікар команди, писав, що Єрмолаєва госпіталізували в горьківську лікарню з розривом нирки. Після операції хірург заявив представникам команди, що хвилинне зволікання могло б забрати життя гравця. Єрмолаєв повинен був закінчити футбольну кар'єру, але умовляв лікаря команди допомогти йому повернутися на поле. У даній ситуації необхідно було спроектувати захисну конструкцію, яка б  повністю виключала можливість пошкодження нирки навіть при найсильніших ударах. Михайло багаторазово використовував сконструйований Бєлаковським корсет. Наступного дня вперше після травми вийшов на поле.
|                 | Якби можна було без обох нирок жити, все одно грав би! |
| — — М. Єрмолаєв |                                                        |

## Кар'єра тренера
Зрештою, Єрмолаєв змушений закінчити виступи за ЦСКА. Кар'єра тренера розпочалася по завершенні кар'єри гравця. Після закінчення вищої школи тренерів був помічником тренера ЦСКА, а потім очолив севастопольський СКЧФ.
У 1972 році очолив СКА (Одеса), який тоді базувався в Тирасполі й виступав під назвою «Зірка». Як тренер Єрмолаєв був людиною малообіцяючою, не виокремлював серед своїх футболістів улюбленців, відносини з гравцями й колегами були не дуже добрими. На початку 1976 року клуб повернувся в Одесу й відновив стару назву. В одеському клубі продовжував працювати на посаді головного тренера. Однак, коли в чемпіонаті у СКА справи пішли погано, в червні 1976 року його змінив Володимир Шемельов. Потім Єрмолаєв працював на посаді заступника директора відділу спорту в Північній групі військ.

## Досягнення

### Як гравця
ЦСКА (Москва)
- Чемпіонат СРСР
  -  Бронзовий призер (1): 1958

### Індивідуальні
- У списку 33-х найкращих футболістів СРСР (1): 1958

### Відзнаки
- Майстер спорту СРСР
- Заслужений майстер спорту СРСР